# Tysk-amerikanere
Tysk-amerikanere er statsborgere i USA af tysk oprindelse. Omkring 8 millioner tyske immigranter har slået sig ned i USA, størstedelen i perioden mellem 1840 og 1920. Tyske immigranter kom af en række grunde. Nogen søgte religiøs eller politisk frihed, andre bedre økonomiske muligheder end i Tyskland, og andre igen slet og ret for at udnytte muligheden til at starte på ny i Den Nye Verden.
Med over 47 millioner mennesker er tysk-amerikanerne den største etniske gruppe i USA.

## Kendte tysk-amerikanere
- Wernher von Braun, rumforsker
- Tom Cruise, skuespiller
- Robert De Niro, skuespiller
- Johnny Depp, skuespiller
- Leonardo DiCaprio, skuespiller
- Kirsten Dunst, skuespillerinde
- Albert Einstein, videnskabsmand
- Dwight D. Eisenhower, præsident
- Clark Gable, skuespiller
- Conrad Hilton, forretningsmand (også af norsk oprindelse)
- Paris Hilton, model og skuespiller
- Herbert Hoover, præsident
- Grace Kelly, skuespillerinde og senere fyrstinde af Monaco
- Henry Kissinger, udenrigsminister
- Albert Meyer, kardinal og ærkebiskop
- George von Lengerke Meyer, marineminister
- Joseph McCarthy, senator
- Pat Nixon, USA's førstedame
- Nick Nolte, filmskaber
- Charles Pfizer, grundlægger af lægemiddelselskabet Pfizer
- Sylvia Plath, forfatterinde
- Donald Rumsfeld, forsvarsminister
- Carl Schurz, indenrigsminister
- Norman Schwarzkopf, Jr., general
- Norman Schwarzkopf, Sr., general
- John Steinbeck, forfatter
- Heinrich Engelhard Steinweg (senere: Henry E. Steinway), pianobygger som grundlagde Steinway & Sons i New York
- Friedrich Wilhelm von Steuben, preussisk officer som var en af grundlæggerne af United States Army og bidrog til sejren i den amerikanske uafhængighedskrig mod briterne
- Studebaker-familien byggede vognene som blev brugt under koloniseringen af kontinentet
- Shirley Temple, skuespillerinde
- Donald Trump, forretningsmand
- Jesse Ventura, guvernør
- Kurt Vonnegut, forfatter
- Christopher Walken, skuespiller
- Paul Warburg, bankier som foreslog etableringen af United States Federal Reserve
- Bruce Willis, skuespiller
- Robert Zoellick, nuværende viceudenrigsminister